# Scatopsciara bucera
Scatopsciara bucera är en tvåvingeart som beskrevs av Hans-Georg Rudzinski 1994. Scatopsciara bucera ingår i släktet Scatopsciara och familjen sorgmyggor.
Artens utbredningsområde är Tyskland. Arten är reproducerande i Sverige. Inga underarter finns listade i Catalogue of Life.